# غلاف كتاب

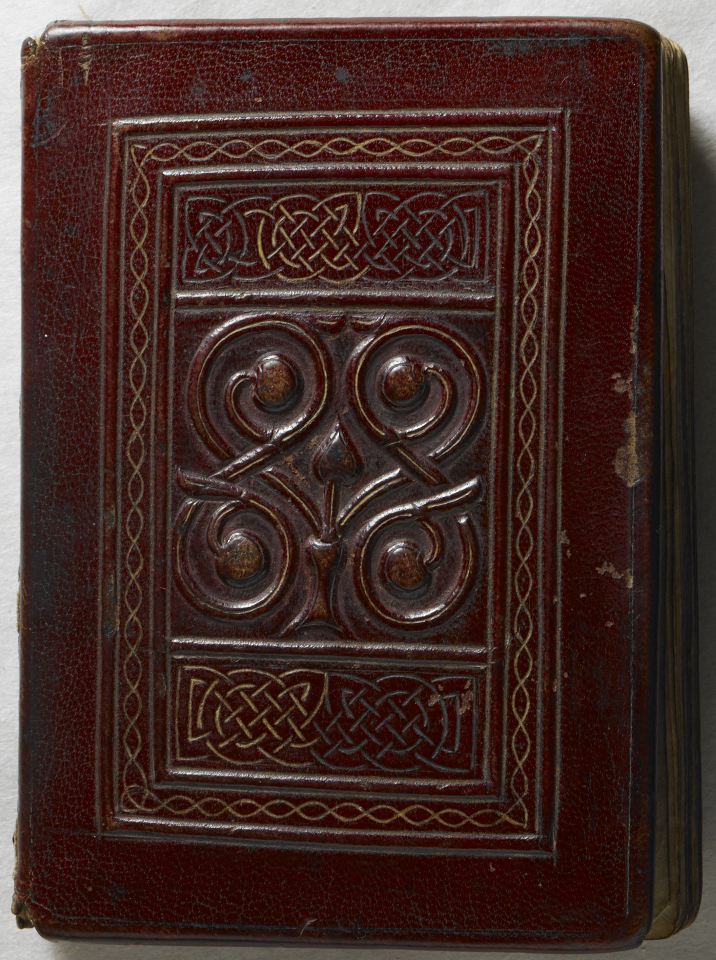
الغلاف الأمامي لإنجيل القديس كوثبرت ، ق. 700؛ الغلاف الأصلي المصنوع من جلد الماعز الأحمر هو أقدم غلاف غربي باقٍ.

غلاف الكتاب هو أي غطاء وقائي يستخدم لربط صفحات الكتاب معًا. إلى جانب التمييز المألوف بين الكتب ذات الغلاف الصلب والكتب ذات الغلاف الورقي، هناك بدائل وإضافات أخرى، مثل سترة الكتاب، والتجليد الحلقي، والأشكال القديمة مثل "ألواح الورق" في القرن التاسع عشر وأنواع التجليد اليدوي التقليدية. يُستخدم مصطلح غلاف الكتاب أيضًا بشكل شائع للإشارة إلى صورة غلاف الكتاب في برامج إدارة المكتبات.

## تاريخ

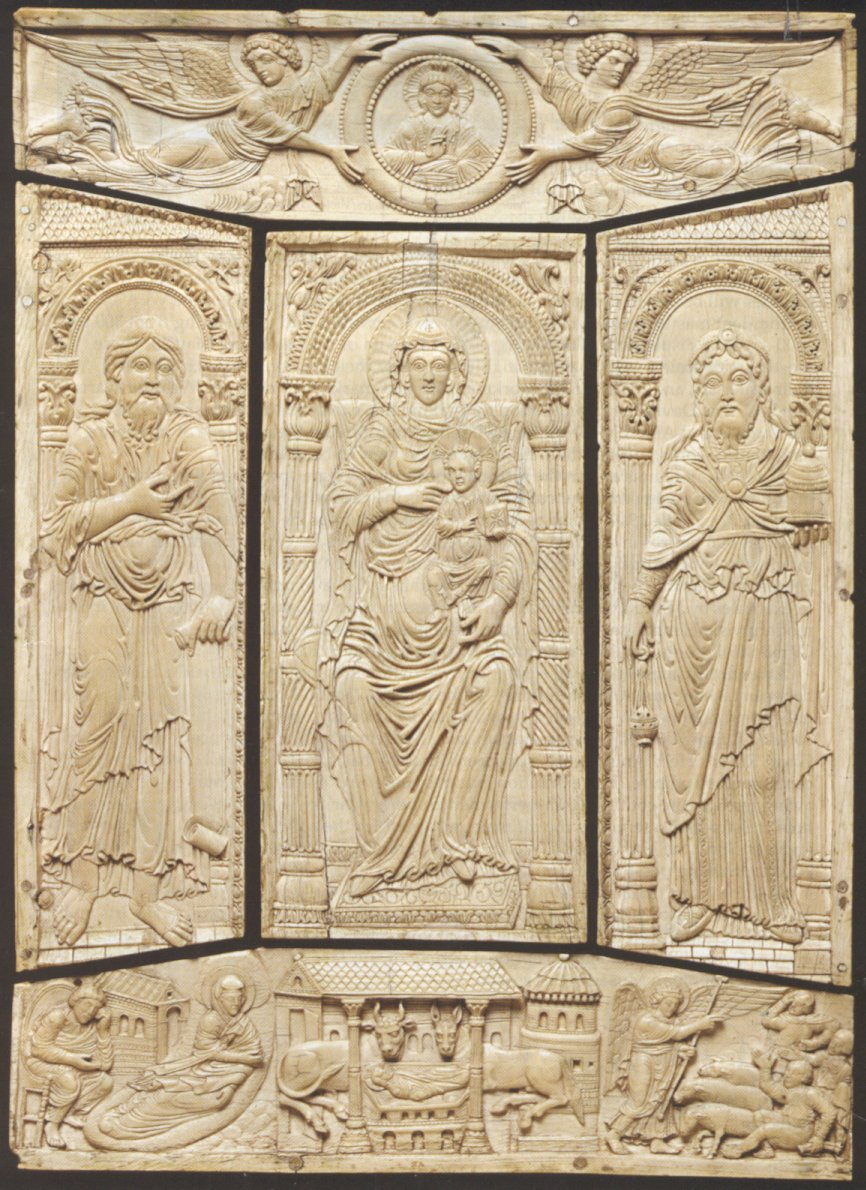
غلاف عاجي لمخطوطة لورش الذهبية ، ق. 810 ، سلالة كارولينجيان، متحف فيكتوريا وألبرت

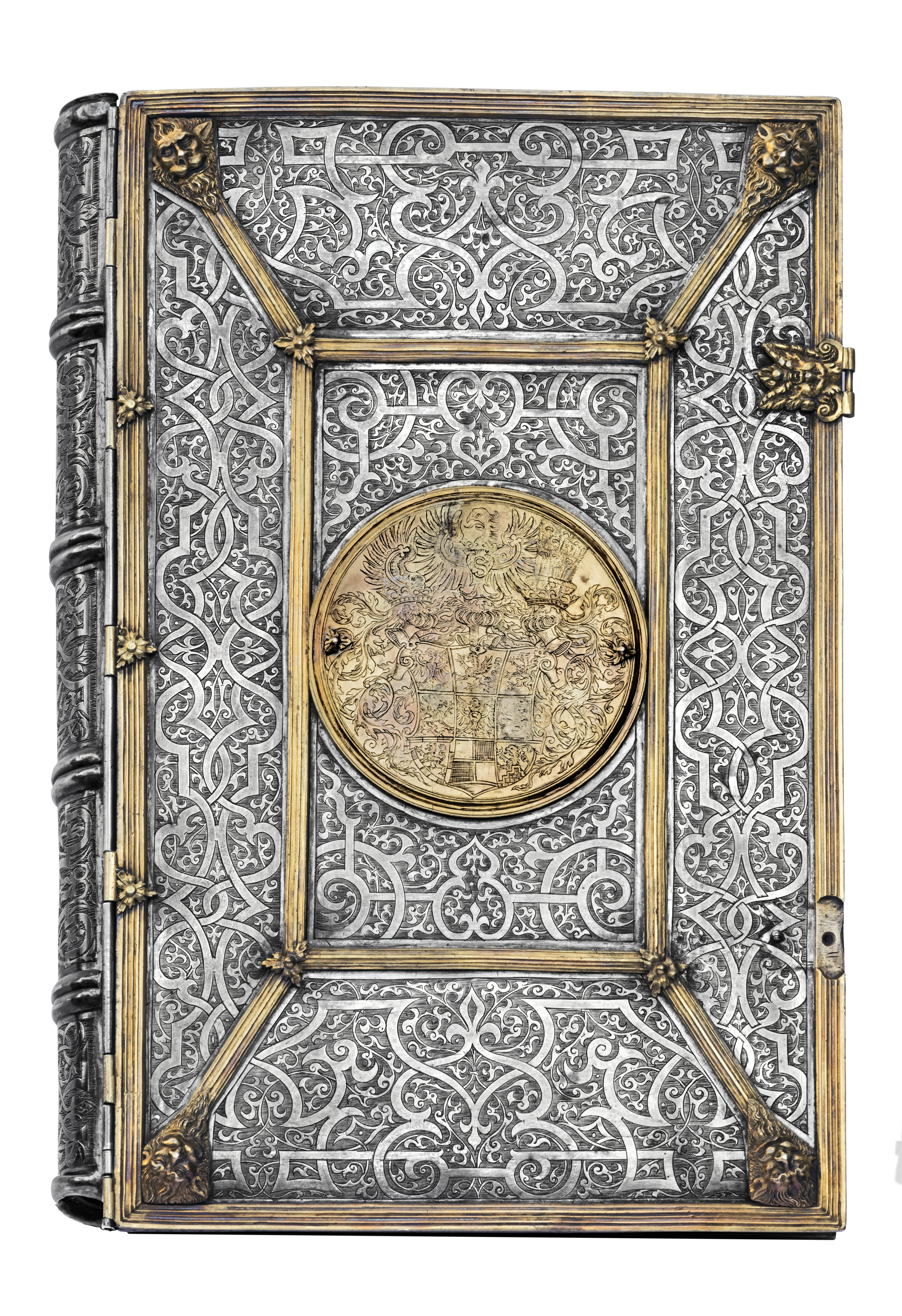
أحد أغلفة الصياغة الذهبية من المكتبة الفضية المزعومة لدوق ألبريشت هوهنزولرن في كونيجسبيرج، وهي الآن في مكتبة جامعة نيكولاس كوبرنيكوس، ق. 1555

قبل أوائل القرن التاسع عشر، كانت الكتب تُجلد يدويًا، كما هو الحال بالنسبة للمخطوطات الفاخرة التي تعود إلى العصور الوسطى والتي كانت تُغلف بأغلفة ثمينة باستخدام مواد مثل الذهب والفضة والمجوهرات. على مدى مئات السنين، كانت أغلفة الكتب بمثابة جهاز حماية للصفحات المطبوعة باهظة الثمن أو المصنوعة يدويًا، وكإشادة زخرفية لسلطتها الثقافية. في عشرينيات القرن التاسع عشر، بدأت تحدث تغييرات كبيرة في كيفية تغليف الكتاب، مع التقديم التدريجي لتقنيات تجليد الكتب الميكانيكية. أصبح القماش، ثم الورق، المواد الأساسية المستخدمة عندما أصبحت الكتب رخيصة للغاية - بفضل إدخال المكابس التي تعمل بالبخار والورق المنتج ميكانيكيًا - حتى أن تجليدها يدويًا أصبح غير متناسب مع تكلفة الكتاب نفسه.
ولم تكن الأنواع الجديدة من أغلفة الكتب أقل تكلفة في الإنتاج فحسب، بل كانت قابلة للطباعة أيضًا، باستخدام الطباعة الحجرية متعددة الألوان، وفي وقت لاحق، عمليات التوضيح بنصف الألوان. تسللت التقنيات المستعارة من فناني الملصقات في القرن التاسع عشر إلى صناعة الكتب تدريجياً، كما فعلت الممارسة المهنية للتصميم الجرافيكي. أصبح غلاف الكتاب أكثر من مجرد حماية للصفحات، حيث أصبح يقوم بوظيفة الإعلان، ونقل المعلومات حول النص الموجود بالداخل.

## تصميم الغلاف

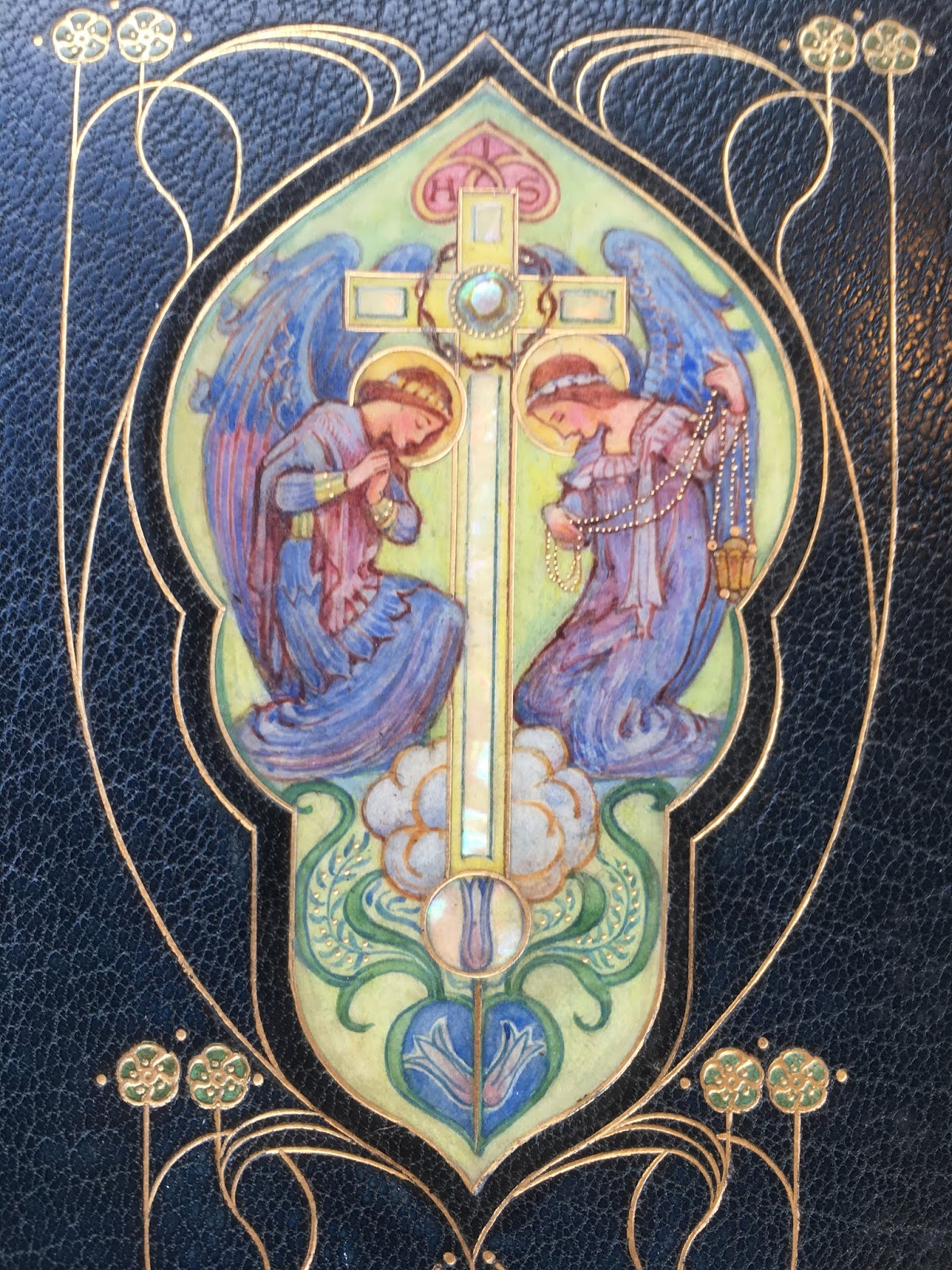
تفاصيل غلاف طبعة الجيب لكتاب الصلاة المشتركة، غلاف رقيق من تصميم سيدريك شيفرز مع قوالب ذهبية على طراز فن الآرت نوفو، تصميم مرسوم يدويًا مرصع بالصدف

لقد حفزت حركات الفنون والحرف اليدوية والفن الجديد في مطلع القرن العشرين نهضة حديثة في تصميم أغلفة الكتب والتي سرعان ما بدأت تتسلل إلى صناعة الكتب المتنامية من خلال الناشرين الأكثر تقدمًا في أوروبا ولندن ونيويورك. ىكانت من أول تصميمات الغلاف الحديثة الجذرية في الاتحاد السوفييتي خلال عشرينيات القرن العشرين أمثال ألكسندر روجينكو وإل ليسيتزكي. كان أوبري بيردزلي أحد مصممي أغلفة الكتب المبكرة المؤثرين للغاية، وذلك بفضل أغلفة الكتب التي صممها للمجلدات الأربعة الأولى من الكتاب الأصفر (1894-1895).
في فترة ما بعد الحرب العالمية الثانية، أصبحت أغلفة الكتب ذات أهمية حيوية حيث أصبحت صناعة الكتب تنافسية تجارياً. تقدم أغلفة الكتب الآن تلميحات تفصيلية حول أسلوب الكتاب ونوعه وموضوعه، في حين يدفع الكثيرون التصميم إلى أقصى حدوده على أمل جذب انتباه المبيعات. يجب أن تنقل أغلفة الكتب محتواها بشكل فعال إلى السوق المستهدفة، مما قد يشجع الاعتماد على التمثيلات النمطية، مثل استخدام اللون الوردي للكتب التي كتبتها النساء أو تتحدث عن النساء، أو إظهار مجموعة متعددة الأعراق على غلاف كتاب عن التنوع العرقي.
قد يختلف هذا من بلد إلى آخر بسبب الأذواق المختلفة للأسواق. لذلك يمكن أن تحتوي الكتب المترجمة أيضًا على ملحقات كتب مختلفة مثل الألعاب التي تنتمي إلى كتب الأطفال، على سبيل المثال هاري بوتر.
لا شك أن عصر المبيعات عبر الإنترنت لم يقلل من أهمية غلاف الكتاب، حيث يواصل الآن دوره في شكل رقمي ثنائي الأبعاد، مما يساعد في تحديد الكتب والترويج لها عبر الإنترنت.

## محتويات
- قد يكون محتوى الغلاف الأمامي عادةً:
  - بالنسبة للروايات، عنوان الرواية بأحرف كبيرة، اسم المؤلف، الشعار ورمز الناشر (في الزاويةض)
- قد يكون محتوى الغلاف الخلفي (يُسمى أيضًا "الغلاف السفلي") عادةً:
  - بالنسبة للروايات، نص الغلاف الخلفي أو المقطع التشويقي الذي يعطي لمحة عن القصة بطريقة جذابة.
  - صورة للكاتب.
  - ملخص

## تلوث الكتب التاريخية
في القرن التاسع عشر، كان يستخدم اللون الأخضر الباريسي والأصباغ الزرنيخية المماثلة في كثير من الأحيان على الأغلفة الأمامية والخلفية، والحواف العلوية والأمامية والسفلية، وصفحات العنوان، وزخارف الكتب، وفي التلوين المطبوع أو اليدوي لرسوم الكتب. منذ فبراير 2024، بدأت العديد من المكتبات الألمانية في منع الوصول العام إلى مخزونها من كتب القرن التاسع عشر للتحقق من درجة التسمم.

## روابط خارجية
- أرشيف أغلفة الكتب
- - يحتوي على صور لتجليدات الناشرين المزخرفة من سبعينيات القرن التاسع عشر إلى ثلاثينيات القرن العشرين.
- معرض تصميمات أغلفة الكتب التاريخية (تم أرشفته في 10 يناير 2007)
- فن الخيال العلمي من Penguin – تاريخ وفن غلاف الخيال العلمي الذي نشرته Penguin Books منذ عام 1935 حتى يومنا هذا
- مجموعة توماس بون لمقابلات الناشرين – أكثر من 100 مقابلة صوتية مع الناشرين ومديري الفن وما إلى ذلك حول موضوع فن الغلاف